# АЕС Дайя-Вань
Атомна електростанція Дайя-Вань — атомна електростанція, розташована в затоці Дая в районі Лунган, уздовж східної околиці Шеньчжень, Гуандун, Китай; і на північний схід від Гонконгу. У Дайя-Бей є два ядерні реактори PWR потужністю 944 МВт на основі французької конструкції Framatome ANP із трьома контурами охолодження потужністю 900 МВт (M310), обидва введені в експлуатацію в 1993 році та розпочаті в комерційній експлуатації в 1993 і 1994 роках відповідно.

## Історія
Британський бізнесмен із Гонконгу та власник компанії CLP Power Лоуренс Кадурі задумав план побудови атомної електростанції в провінції Гуандун для забезпечення електроенергією Гонконгу та Південного Китаю. Kadoorie передбачав завод як частину «великої стратегії» для посилення економічних зв’язків з материковим Китаєм і допомоги у збереженні британської адміністрації Гонконгу. Прем’єр-міністр Великої Британії Маргарет Тетчер була в захваті від цього плану та зобов’язалася підтримати його з боку Міністерства промисловості Великобританії. Верховний лідер Китаю Ден Сяопін також з ентузіазмом сприйняв запропонований ядерний план. Під час зустрічі 1985 року між Денгом і Кадурі двоє чоловіків висловили бажання відзначити заплановане введення в експлуатацію першого реактора в 1992 році, незважаючи на їхній похилий вік.
У 1985 році будівництво атомної електростанції Daya Bay викликало суперечки та викликало заперечення з боку відомих політиків сусіднього Гонконгу, таких як Мартін Лі та Сето Ва, члени законодавчої ради, члени районної ради. Мільйон людей, або п'ята частина населення Гонконгу на той час, підписали петицію проти ядерної енергетики. Понад сто громадських груп обговорювали будівництво, причому опозиція зосереджувалася насамперед на екологічних питаннях і правах жителів Гонконгу.
31 серпня 1993 року введено в експлуатацію енергоблок 1, а 2 лютого – енергоблок 2, 1994. Реактори були спроектовані та побудовані французькою національною компанією Framatome за участі Китаю. У базі даних PRIS МАГАТЕ заводи спочатку називалися Гуандун-1 і Гуандун-2.

## Організаційна структура
Daya Bay і сусідня атомна електростанція Ling Ao управляються спільно Daya Bay Nuclear Power Operations and Management Co (DNMC), філією China General Nuclear Power Group (CGN).
Daya Bay на 25% належить компанії CLP Group, зареєстрованій на біржі Гонконгу, яка купує близько 80% продукції заводу для забезпечення потреб Гонконгу в електроенергії. 75% належить Guangdong Nuclear Investment, дочірній компанії CGN. 

## Інциденти

### Відсутня арматура
9 жовтня 1987 року робоча група Законодавчої ради Гонконгу була поінформована про те, що на платформі реактора енергоблоку 1 не вистачає 316 сталевих арматурних стержнів. У всій конструкції мало бути 8080 стрижнів, а на платформі реактора 1 блоку – 576 стрижнів.
Інцидент був виявлений і прихований компанією-оператором у вересні 1987 року. Про це оприлюднила місцева газета Гонконгу в жовтні. Бетонний майданчик не відповідав встановленим характеристикам. Представники компанії пояснили, що інцидент стався через «помилкове сприйняття» архітектурних креслень.
Після інциденту було вжито заходів для усунення відсутності арматури. Додаткове армування буде застосовано на другому шарі бетону для дефіциту першого з п’яти шарів. Член законодавчої ради Гонконгу Джекі Чан, який за фахом був інженером-будівельником, розкритикував спроби применшити значення проблеми, яка зосереджувалася на тому факті, що бракувало «лише 2 відсотків» від загальної кількості смуг. 316 відсутніх стрижнів локалізовано на платформі реактора, що призвело б до 55-відсоткового зменшення загальної кількості 576 стрижнів.
Бюлетень вчених-атомників повідомив про цей інцидент у 1991 році під назвою «Гонконг боїться китайського Чорнобиля».

### Ймовірний радіоактивний витік
16 червня 2010 Радіо Вільна Азія повідомило, що стався витік в одній з паливних трубок. Офіційні особи спростували цю інформацію, заявивши, що «два реакторні блоки Дайя-Бей працюють безпечно та стабільно. Витоку радіоактивних речовин не було». Радіо Вільна Азія цитує невідомого експерта, який заявив, що стався викид радіоактивного йоду . Вони також стверджували, що про інцидент не було негайно повідомлено уряду, і якийсь час тримався в секреті. New York Times повідомила інше, посилаючись на одного з акціонерів заводу, China Light & Power (CLP), гонконгську енергетичну компанію, про те, що державні органи ядерної безпеки як у материковому Китаї, так і в Гонконзі були повідомлені та проінформовані. У заяві CLP йдеться, що витік був невеликим і не відповідає міжнародним стандартам, які вимагають звітування як проблему безпеки. Жодна станція радіоактивного моніторингу в Гонконзі не зафіксувала підвищення рівня радіоактивності.  ЗМІ материкового Китаю також цитували офіційних осіб, які пояснювали ситуацію, яка розглядалася за нормальних умов експлуатації та не відповідала міжнародним стандартам звітності.

## Безпека
У квітні 2011 року Daya Bay Power Plant отримала безпрецедентні чотири з шести нагород у щорічному конкурсі безпеки атомних електростанцій, який проводить EDF Energy. "Усі були шоковані цифрами Daya Bay, особливо щодо ремонту та технічного обслуговування", - сказав Лю Чаншен, генеральний менеджер Daya Bay Nuclear Power Company. Атомна електростанція Дайя-Бей також виділялася тим, що її персонал піддається мінімальній кількості радіації – лише 0,8 мілізівертів, що еквівалентно рентгенівському випромінюванню (яке щорічно отримує 1 з 400 людей серед населення).

## Дані реактора
Атомна електростанція Дей-Бей складається з 2 діючих реакторів.
| одиниця   | Тип | Модель | Чиста потужність | Валова потужність | Теплова потужність | Будівництво початок | Перша критичність | Підключеннядо мережі | Операційнийпуск | Примітки |
| --------- | --- | ------ | ---------------- | ----------------- | ------------------ | ------------------- | ----------------- | -------------------- | --------------- | -------- |
| Дая Бей 1 | PWR | М310   | 944 МВт          | 984 МВт           | 2905 МВт           | 1987-08-07          | 1993-07-28        | 1993-08-31           | 1994-02-01      | [ 15 ]   |
| Дая Бей 2 | PWR | М310   | 944 МВт          | 984 МВт           | 2905 МВт           | 1988-04-07          | 1994-06-21        | 1994-02-07           | 1994-05-06      | [ 16 ]   |